# 시릴 쿠삭
시릴 큐색(Cyril Cusack, 1910년 11월 26일 ~ 1993년 10월 7일)은 남아프리카 공화국의 배우이다.
더반에서 태어났으며 런던에서 사망하였다. 사인은 근위축성 측색 경화증이다.

## 출연 작품
- 파 앤드 어웨이 (1992년)
- 나의 왼발 (1989년)
- 제10의 사나이 (1988년)
- 리틀 도리트 (1988년)
- 협박자 (1988년)
- 신부님 신부님 우리 신부님 (1984년)
- 1984 (1984년) - 캐링턴 역
- 고백 (1981년)
- 나자렛 예수 (1977년)
- 귀향 (1973년) - 샘 역
- 자칼의 날 (1973년)
- 튜니티는 아직도 내 이름 (1972년)
- 사코 & 반젯티 (1971년)
- 해롤드와 모드 (1971년)
- 리어 왕 (1971년)
- 데이빗 코퍼필드 (1970년)
- 오이디푸스 왕 (1967년)
- 말괄량이 길들이기 (1967년)
- 화씨 451 (1966년) - 서장 역
- 003 비밀공작전 (1965년)
- 추운 곳에서 온 스파이 (1965년)
- 인도로 가는 길 (1965년)
- 지옥에서 악수하라 (1959년)
- 기디언 경감 (1958년)
- 야간 기습 (1957년) - 샌디 렌델 역
- 라이징 오브 더 문 (1957년)
- 존재한 적 없는 사나이 (1956년)
- 사디아 (1953년)
- 와일드 하트 (1952년)
- 푸른 면사포 (1951년)
- 의적 핌퍼넬 (1951년)
- 여호 (1950년)
- 원스 어 졸리 스왜그먼 (1949년) - 두기 역
- 스몰 백 룸 (1949년)
- 블루 라군 (1949년)
- 탈출 (1948년)
- 심야의 탈출 (1947년)